# Anna Willemsdochter van der Aar

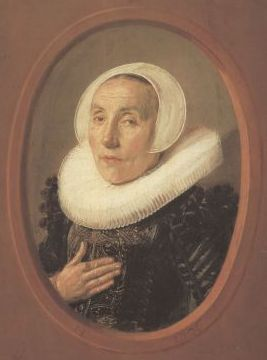
Anna Willemsdochter van der Aar Porträt von Frans Hals, 1626

Anna Willemsdochter van der Aar (geboren 1576 in Leiden; gestorben 13. September 1656 ebenda) war eine niederländische Unterstützerin der Remonstranten.

## Leben
Anna Willemsdochter van der Aar wurde 1576 in Leiden geboren. Sie war die Tochter und das einzige Kind des Tuchhändlers und ab 1604 Stadtrat Leidens Willem Govertsz. van der Aar (1541–1617) und Alyt Claasz. den Hertog (1542–1579). Ihre Mutter starb als sie drei Jahre alt war, 1579. Noch im selben Jahr heiratete ihr Vater erneut, Geertje Huijgendr. Duyck. Anna van der Aar heiratete am 22. Juni 1599 in Leiden den Historiker und Dichter Petrus Scriverius (1576–1660). Die Verhandlungen über den Ehevertrag verliefen schwierig, und am Ende musste Scriverius‘ Familie zehntausend Gulden als Vorschuss auf sein Erbe leisten. Aus dieser Ehe gingen mindestens acht Kinder hervor, von denen zwei Söhne das Erwachsenenalter erreichten, Hendrik (1605–1665) und Willem (1608–1661), überlebten ihre Eltern. Das Paar lebte nach der kurze Zeit im Steenschuur, später im Oude Rijn in Leiden. Für die damalige Zeit führten sie eine ausgesprochen lange Ehe und waren 57 Jahre verheiratet.
Erst nach ihrem Tod, wurde in einem Grabgedicht ihr Widerstand gegen die Inhaftierung von Remonstranten festgehalten:

„d' Heldin, liet om 't misval, geen moed kleynmoedig vallen,

Maar sprak; kan Pen en Boek door 't Schrift de Baars vergallen?

Laat werden dan gestraft pen, boeken en papier;

Verkoopt des waerheyts Tolk op boelhuys rechts getier,

Tot dat men uyt de Koop de volle geld-straf haale;

't Geen pen en boek verbeurt, moet pen en boek betaale!“

„Die Heldin ließ sich von dem Unfall nicht entmutigen,

Aber sagte: Können (Kann?) Feder und Buch durch das Schreiben alles verderben?
("De baars vergallen" ist ein Sprichwort; wenn ein baars (Barsch / Fisch) ausgenommen wird, kann man die Gallenblase treffen (daher das Verb vergallen) und ist der Fisch verdorben / nicht mehr genießbar)

So sollen Feder, Bücher und Papier bestraft werden.

Verkaufe den Vertreter der Wahrheit auf der Auktion mit lautem Geschrei,

Bis man aus dem Verkauf die vollen Geldsummen erlangt;

Das was Feder und Buch verwirken, mussen Feder und Buch bezahlen!“

Das Totengedicht beschreibt einen Vorfall aus dem Jahr 1619. In dem Jahr erschien ein gedrucktes Porträt von Rombout Hogerbeets, dem Pensionär von Leiden, der wegen seiner Sympathien für die Remonstranten inhaftiert worden war. Darüber hatte Scriverius ein Lobgedicht auf Hogerbeets geschrieben und wurde zu einer Geldstrafe von zweihundert Gulden verurteilt. Da er sich weigerte, die Strafe zu zahlen, erschienen der Gerichtsvollzieher und die Stadtsoldaten, um bei ihm entsprechend Güter zu beschlagnahmen. Scriverius schickte sie in die Küche, damit sie dort die Töpfe und Pfannen pfänden sollten, aber diese waren von einem zu geringen Wert. Dann brachte er sie in seinen „Bücherraum“ und sagte: „Diese lehrten mich, richtig von falsch zu unterscheiden, diese führten dazu, dass ich eine Geldstrafe erhielt; dann lass die Buße auch von ihnen kommen“.
Das fast vierzig Jahre nach diesem Ereignis verfasste Grabgedicht legt nahe, dass dies die Idee seiner Frau Anna van der Aar war. Anna Willemsdochter van der Aar starb am 13. September 1656 in Leiden.